# Mohammad Chodābande

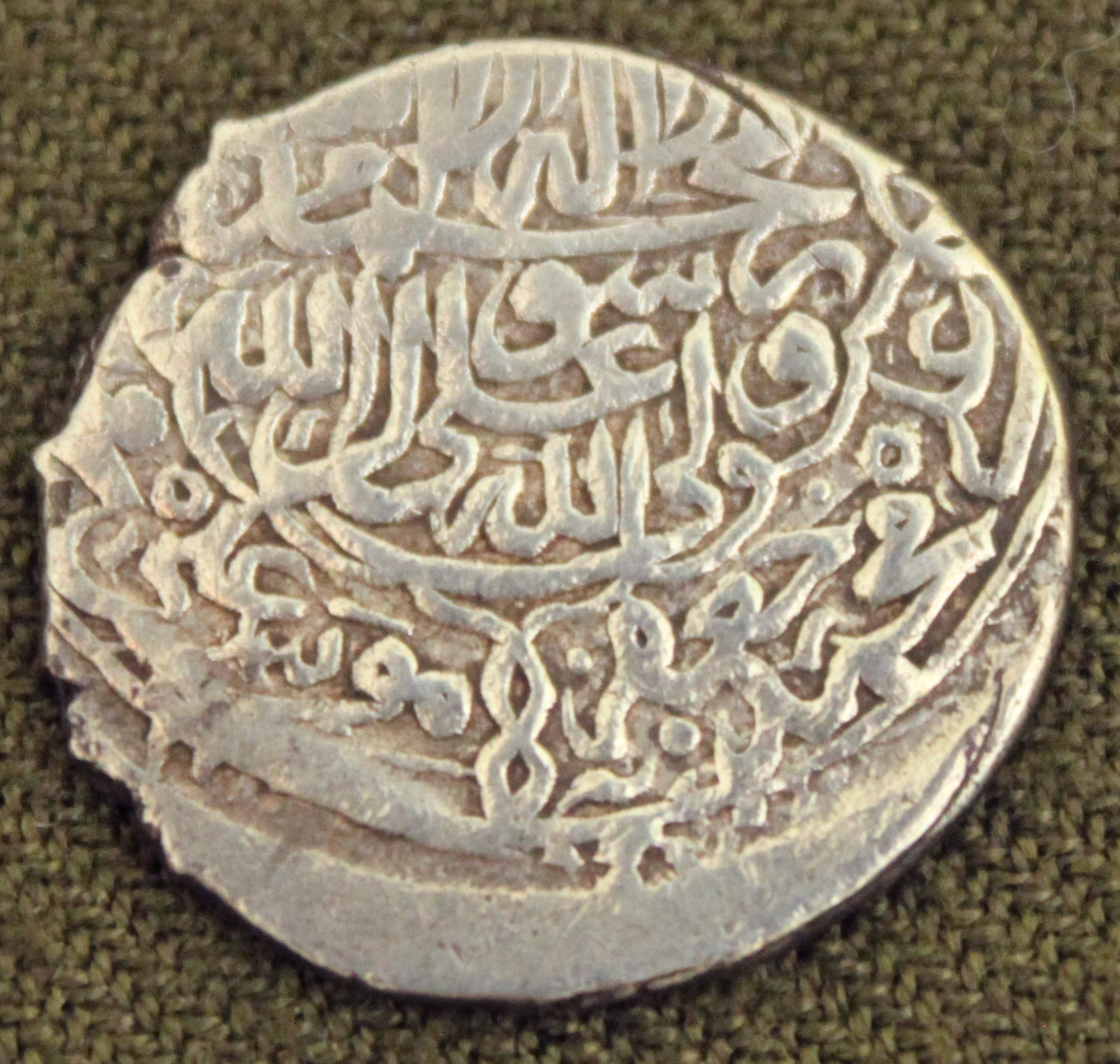
Unter Chodabande geprägte Münze

Mohammad Chodābande oder Mohammed Schah (auch Khudābanda, persisch شاه محمد خدابنده Schah Mohammad Chodabandeh, DMG Šāh Moḥammad-e Ḫodābande; * 1532; † 1595) war von 1577 bis 1587 der vierte safawidische Schah von Iran. Er folgte seinem Bruder Ismail II. nach dessen Tod 1577 auf den Thron.
Mohammed Schah galt als mild und asketisch, er wurde in seinen späteren Jahren von einer Halbblindheit geplagt. Die wahre Macht ging daher anfangs von seiner Ehefrau Mahd-e ʿOlyā und dem Wesir Mirzā Salmān aus. Im Juli 1579 aber wurde seine Ehefrau mit seiner Zustimmung durch eine Verschwörung der Kizilbasch ermordet. Das safawidische Reich wurde während seiner Herrschaft schwächer, besonders an der östlichen Grenze, wo usbekische Stämme 1578 einfielen. Mohammed Schah verlor die Gunst der Kizilbasch und musste den Thron an seinen Sohn Hamza Mirza abgeben, der jedoch im Dezember 1586 unter mysteriösen Umständen ums Leben kam. Dessen jüngerer Bruder ʿAbbās Mirza zog nach Qazvin, um den Thron für sich zu beanspruchen. Mohammed Schah krönte persönlich seinen Sohn. Nach seinem Rückzug verbrachte Mohammed Schah den Rest seines Lebens in Einsamkeit. Er starb acht Jahre später und sein Sohn brachte seinen Leichnam zur Bestattung nach Kerbela.

## Krieg mit den Osmanen
Das wichtigste Ereignis der Herrschaft Mohammeds war ein neuer Krieg mit dem Osmanischen Reich (Osmanisch-Safawidischer Krieg (1578–1590)). Die osmanische Armee unter der Führung Osman Paschas überquerte die Grenze des Irans. Die Absicht des osmanischen Sultans Murad III. war es, Transkaukasien mit seiner sunnitischen Mehrheit unter seine Kontrolle zu bringen. Mit Hilfe der Krimtataren stießen die Osmanen 1579 bis Baku und Derbent vor und störten den safawidischen Seeverkehr auf dem Kaspischen Meer. 1585 besetzten die Osmanen kurzzeitig Täbris und richteten ein Massaker an. Mohammed Schah schickte seinen ältesten Sohn Hamza Mirza gegen die Osmanen. Kurz danach starb Osman Pascha in Täbris und der junge Prinz entschied sich, den Grenzfluss Aras zu überschreiten und osmanisches Gebiet anzugreifen. Seine Aktionen brachten den Gegner wohl dazu, Frieden zu schließen und sich aus Täbris zurückzuziehen.

## Quelle
- Mohammad Chodābande. In: Ehsan Yarshater (Hrsg.): Encyclopædia Iranica. (englisch, iranicaonline.org – mit Literaturangaben).

| Personendaten    | Personendaten                                                        |
| ---------------- | -------------------------------------------------------------------- |
| NAME             | Mohammad Chodābande                                                  |
| ALTERNATIVNAMEN  | Mohammed Khodabanda; Mohammad Khudābande; Mohammed Schah Chodabandeh |
| KURZBESCHREIBUNG | safawidischer Schah von Iran (1578–1587)                             |
| GEBURTSDATUM     | 1532                                                                 |
| STERBEDATUM      | 1595                                                                 |